# Trudovaia Arménia
Trudovaia Arménia - Трудовая Армения (rus) - és un khútor del krai de Krasnodar, a Rússia. Es troba a la vora dreta del riu Txelbas, abans d'arribar al líman Sladki, a 14 km al nord-oest de Kanevskaia i a 126 km al nord de Krasnodar. Pertany a l'stanitsa de Starodereviànkovskaia.